# نانوفناوری سبز
نانوفناوری سبز به کاربردِ فناوری نانو برای افزایش پایداری محیطیِ فرایندهایِ تولید اثرات جانبی منفی گفته می‌شود. همچنین به کاربردِ محصولاتِ فناوری سبز برای افزایش پایداری گفته می‌شود، که شاملِ تولیدِ محصولات نانو سبز و استفاده از محصولات سبز در پشتیبانی از پایداری می‌باشد.
فناوری نانو سبز به مفهوم گسترشِ تکنولوژی‌های پاک «برای به حداقل رساندن تهدیدات سلامت انسانی و محیطی بالقوهٔ مرتبط با ساخت و کاربردِ محصولاتِ فناوری نانو و همچنین جایگزین کردن محصولات حاضر با محصولات نانویی جدید که در طول چرخهٔ زندگیشان در ارتباط دوستانه با محیط هستند گفته می‌شود.»

## اهداف
فناوری نانو سبز دارای دو هدف می‌باشد: ۱:تولیدِ مواد نانویی و محصولاتی بی‌خطر برای محیط زیست یا سلامت بشر، ۲:و تولید محصولات نانویی ای که راه حل‌هایی برای مشکلات محیطی ارائه می‌دهند. این فناوری از اصول موجود در شیمی سبز و مهندسی سبز برای ساختن مواد نانویی و محصولات نانویی بدون مواد تشکیل دهندهٔ سمی در دماهای پایین، با استفاده از انرژی کمتر و ورودی‌های تجدید شدنی، هر زمان که ممکن باشد و بکارگیری تفکر چرخه زندگی در تمامی طرح‌ها و مراحل مهندسی استفاده می‌کند.
بعلاوهٔ ساختن مواد و محصولات نانویی با تأثیر کمتری بر محیط، فناوری نانو سبز همچنین به معنیِ استفاده از فناوری نانو برای تبدیل فرایندهای تولیدی حال حاضر مواد و محصولات غیر نانویی به صورتی دوستانه با محیط می‌باشد. برای مثال، «غشاء نانویی» می‌تواند به جداسازی محصولات مطلوب واکنش شیمیایی از ضایعات کمک کند. کاتالیزوهای نانویی می‌تواند واکنش‌هایی شیمیایی را کارامدتر و ضایعات را کمتر کند. سنسورهای نانویی می‌توانند بخشی از روند سیستم‌های کنترل را تشکیل دهند، که با سیستم‌های اطلاعاتی نانویی کار می‌کنند. استفاده از سیستم‌های انرژی جایگزین، که توسط تکنولوژی نانو امکان‌پذیر است، راهی دیگر برای فرایندهای تولیداتی سبز می‌باشد.
هدف دوم تکنولوژی نانو سبز شامل گسترش محصولاتی است که به صورت مستقیم یا غیرمستقیم به سود محیط زیست می‌باشند. مواد نانویی یا محصولات می‌توانند به صورت مستقیم مکان‌های دارای ضایعات خطرناک را پاک کنند، آب را نک زدایی کنند، آلودگی را از بین ببرند و آلودگی‌های محیطی را مانیتور کنند. به صورت غیر مستقیم، کامپوزیت‌های نانویی سبک‌وزن برای اتومبیل‌ها و دیگر وسایل حمل و نقل می‌توانند در صرفه جویی سوخت مؤثر باشند و مواد مورد استفاده برای تولید را کاهش دهند. سلول‌های سوختی دارای تکنولوژی نانو و دیودهای ساطع‌کنندهٔ نور (LEDها) می‌توانند آلودگی تولید انرژی را پایین آورند و به حفظ سوخت‌های فسیلی کمک کنند؛ پوشش‌های سطحی نانویی خود تمیز شونده، می‌توانند بسیاری از مواد شویندهٔ پاکسازی که به صورت منظم در روز استفاده می‌شوند را کاهش داده یا به کل از میان بردارند. و افزایش طول عمر باتری می‌تواند منجر به استفاده کمتر از مواد و ضایعات کمتر شود. «تکنولوژی نانو سبز» سیستم‌های گسترده‌ای از مواد نانویی و محصولات نانویی را دربردارد، و از این مسئله اطمینان حاصل می‌کند که عواقب پیش‌بینی نشده به حداقل رسیده و تأثیرات موجود در طول کامل چرخه زندگی پیش‌بینی شوند

## تحقیق حاضر

### سلول‌های خورشیدی
مقالهٔ اصلی کاربردهای مرتبط با انرژی فناوری نانو
یک مقالهٔ اصلی که در زمینه گسترش فناوری نانو کار شده‌است، در سلول‌های خورشیدی است. سلول‌های خورشیدی هر چقدر کوچکتر باشند، مؤثرترند و انرژی خورشیدی منبعی قابل تجدید می‌باشد. قیمت هر وات انرژی خورشیدی کمتر از ۱ دلار می‌باشد.
فناوری نانو هم‌اکنون برای ارتقاء عملکرد پوشش‌های فتوولتاییک (PV) و پنل‌های گرمایی خورشیدی مورد استفاده قرار می‌گیرد. ویژگی‌های هیدروفوبیک (آب گریز بودن) و خود تمیز شوندگی برای مؤثر تر بودن پنل‌های خورشیدی با یکدیگر ترکیب شده‌اند، به خصوص در طول هوای نامساعد. PV پوشیده شده با پوشش‌های دارای فناوری نانو برای مدت طولانی تری تمیز می‌مانند، که در این حالت حداکثر میزان کارایی انرژی حفظ می‌شود.

### اصلاح نانویی (استفاده از ذرات نانو برای اصلاح محیطی) و تصفیه آب
مقاله اصلی  نانو فیلتراسیون و اصلاح نانویی
تکنولوژی نانو پتانسیل مواد نانویی نو برای تصفیه آب‌های سطحی، آب‌های زیر زمینی، فاضلاب و دیگر مواد محیطی آلوده شده بوسیلهٔ مواد سمی و یون‌ها و املاح ارگانیک و غیر ارگانیک و میکروارگانیسم‌ها را پیشنهاد می‌دهد. به‌علاوه در نتیجهٔ فعالیت منحصر به فردشان در برابر آلودگی‌های مقاوم، بسیاری از مواد نانویی و برای استفاده در تصفیهٔ آب و مکان‌های آلوده مورد بررسی و مطالعه قرار گرفته‌اند.
بازار امروزِ تکنولوژی‌های مبتنی بر فناوری نانو به کار برده شده برای تصفیه آب متشکل از اسمز معکوس، نانو فیلتراسیون و غشاهای اولترا فیلتراسیون می‌باشد. در میان محصولات مهندسی می‌توان از فیبرهای نانویی، نانو لوله‌های کربنی و نانو ذرات مختلف نام برد. انتظار می‌رود فناوری نانو به صورت مؤثر تری با آلودگی‌هایی که سیستم‌های تصفیه آب معمولی سعی در تصفیه آن دارند، برخورد کند، از جملهٔ این آلودگی‌ها باکتری‌ها، ویروس‌ها و فلزات سنگین می‌باشد. این کارامدی فناوری نانو ریشه در منطقه سطحی بسیار خاص مواد نانویی دارد که انحلال، واکنش‌پذیری و جذب آلودگی‌ها را افزایش می‌دهد.
برخی کاربردها شامل:
1. برای حفظ سلامت عمومی، عوامل بیماری‌زا موجود در آب باید سریع و به صورت مطمئن شناسایی شود. متأسفانه، تست‌های آزمایشگاهی به‌طور معمول چند روز وقت می‌برند. روش‌های سریعتری شامل آنزیم‌ها، آزمایش‌های ایمنی و ژنتیکی در دست بررسی می‌باشد. 7
2. فیلتر کردن آب با استفاده از نانو فیبرها می‌تواند بهبود یابد و استفاده از آفت کش‌های نانویی به صورت امید بخشی مؤثر ظاهر شده‌اند.[۱۲]
3. زیست لایه‌ها منبعی از باکتری‌ها هستند که در پلیمرهای طبیعی پیچیده شده‌اند. از بین بردن آن‌ها با استفاده از مواد شیمیایی و ضد میکروب می‌تواند مشکل باشد. می‌توان آن‌ها را به صورت مکانیکی پاک کرد ولی هزینه و زمان بالایی دارد. کارهایی در دست اقدام برای گسترش تصفیه با آنزیم وجود دارد که ممکن است چنین زیست لایه‌هایی را تجزیه کنند.

### آلودگی
دانشمندان، قابلیت‌های فولرن باکمینستر را در کنترل آلودگی بررسی می‌کنند، زیرا که فولرن باکمینستر ممکن است در کنترل برخی از واکنش‌های شیمیایی مؤثر باشد. مشخص شده‌است که فولرن باکمینستر توانایی القای حفاظت از نمونه‌های اکسیژن واکنش پذیر و ایجاد پراکسیداسیون چربی را دارد. این ماده ممکن است دسترسی بیشتر مصرف‌کننده‌ها به سوخت هیدروژنی را فراهم آورد.